# Olympische Sommerspiele 2016/Teilnehmer (Israel)
| Gelbes Symbol für Goldmedaillen mit stilisierten Olympischen Ringen | Graues Symbol für Silbermedaillen mit stilisierten Olympischen Ringen | Braundes Symbol für Bronzemedaillen mit stilisierten Olympischen Ringen |
| ------------------------------------------------------------------- | --------------------------------------------------------------------- | ----------------------------------------------------------------------- |
| —                                                                   | —                                                                     | 2                                                                       |

Israel nahm an den Olympischen Spielen 2016 in Rio de Janeiro teil. Es war die insgesamt 16. Teilnahme an Olympischen Sommerspielen.

## Teilnehmer nach Sportarten

### Badminton
| Athleten        | Wettbewerb | Gruppenphase             | Gruppenphase                         | Gruppenphase | Gruppenphase | Achtelfinale  | Achtelfinale  | Viertelfinale | Viertelfinale | Halbfinale    | Halbfinale    | Finale        | Finale        | Rang          |
| Athleten        | Wettbewerb | Gegner                   | Ergebnis                             | Punkte       | Rang         | Gegner        | Ergebnis      | Gegner        | Ergebnis      | Gegner        | Ergebnis      | Gegner        | Ergebnis      | Rang          |
| --------------- | ---------- | ------------------------ | ------------------------------------ | ------------ | ------------ | ------------- | ------------- | ------------- | ------------- | ------------- | ------------- | ------------- | ------------- | ------------- |
| Männer          |            |                          |                                      |              |              |               |               |               |               |               |               |               |               |               |
| Misha Zilberman | Einzel     | Chou Tien-chen Yuhan Tan | 0:2 (9:21, 11:21) 2:0 (22:20, 21:12) | 63:74        | 2            | ausgeschieden | ausgeschieden | ausgeschieden | ausgeschieden | ausgeschieden | ausgeschieden | ausgeschieden | ausgeschieden | ausgeschieden |

### Gewichtheben
| Athleten          | Wettbewerb         | Reißen  | Reißen | Stoßen  | Stoßen | Zweikampf | Zweikampf | Rang |
| Athleten          | Wettbewerb         | Gewicht | Rang   | Gewicht | Rang   | Gewicht   | Rang      | Rang |
| ----------------- | ------------------ | ------- | ------ | ------- | ------ | --------- | --------- | ---- |
| Männer            |                    |         |        |         |        |           |           |      |
| Igor Olshanetskyi | Klasse über 105 kg | 165 kg  | 21     | 207 kg  | 17     | 372 kg    | 17        | 17   |

### Golf
| Athleten      | Runde 1 | Runde 2 | Runde 3 | Runde 4 | Gesamt | Par | Rang |
| ------------- | ------- | ------- | ------- | ------- | ------ | --- | ---- |
| Frauen        |         |         |         |         |        |     |      |
| Laetitia Beck | 75      | 70      | 71      | 70      | 286    | +2  | T31  |

### Judo
| Athleten      | Wettbewerb  | 1. Runde      | 1. Runde    | 2. Runde      | 2. Runde         | Viertelfinale | Viertelfinale | Halbfinale / Trostrunde | Halbfinale / Trostrunde | Finale / Platz 3     | Finale / Platz 3 | Rang   |
| Athleten      | Wettbewerb  | Gegner        | Ergebnis    | Gegner        | Ergebnis         | Gegner        | Ergebnis      | Gegner                  | Ergebnis                | Gegner               | Ergebnis         | Rang   |
| ------------- | ----------- | ------------- | ----------- | ------------- | ---------------- | ------------- | ------------- | ----------------------- | ----------------------- | -------------------- | ---------------- | ------ |
| Frauen        |             |               |             |               |                  |               |               |                         |                         |                      |                  |        |
| Shira Rishony | bis 48 kg   | M. Tschernjak | 000H:100s0  | ausgeschieden | ausgeschieden    | ausgeschieden | ausgeschieden | ausgeschieden           | ausgeschieden           | ausgeschieden        | ausgeschieden    | 17     |
| Gili Cohen    | bis 52 kg   | Freilos       | Freilos     | C. Legentil   | 000s0:001s2      | ausgeschieden | ausgeschieden | ausgeschieden           | ausgeschieden           | ausgeschieden        | ausgeschieden    | 9      |
| Yarden Gerbi  | bis 63 kg   | Freilos       | Freilos     | M. Espinosa   | 100s0:001s0      | M. Silva      | 000s0:001s0   | J. Yang                 | 010s2:000s0             | M. Tashiro           | 011s3:000s0      | Bronze |
| Linda Bolder  | bis 70 kg   | Y. Bukasa     | 110s0:000s0 | S. Kim        | 010s1:000s1 (GS) | S. Conway     | 000s1:100s0   | M. Bernabéu             | 000s1:000s0             | ausgeschieden        | ausgeschieden    | 7      |
| Männer        |             |               |             |               |                  |               |               |                         |                         |                      |                  |        |
| Golan Pollack | bis 66 kg   | M. Punza      | 000s0:100s0 | ausgeschieden | ausgeschieden    | ausgeschieden | ausgeschieden | ausgeschieden           | ausgeschieden           | ausgeschieden        | ausgeschieden    | 17     |
| Sagi Muki     | bis 73 kg   | R. Draksic    | 100s2:000s0 | I. Wandtke    | 010s3:000s2      | N. Delpopolo  | 100s1:000s0   | R. Orujov               | 000s3:001s3             | L. Schawdatuaschwili | 000s2:100s0      | 5      |
| Or Sasson     | über 100 kg | I. El-Shehaby | 100s1:000s0 | M. Sarnacki   | 010s1:000s1      | R. Meyer      | 010s1:000s0   | T. Riner                | 000s1:010s1             | Á. García            | 000s1:000s2      | Bronze |

### Leichtathletik
Laufen und Gehen 
| Athleten               | Wettbewerb | Runde 1 | Runde 1 | Halbfinale    | Halbfinale    | Finale        | Finale        | Rang |
| Athleten               | Wettbewerb | Zeit    | Rang    | Zeit          | Rang          | Zeit          | Rang          | Rang |
| ---------------------- | ---------- | ------- | ------- | ------------- | ------------- | ------------- | ------------- | ---- |
| Frauen                 |            |         |         |               |               |               |               |      |
| Lonah Chemtai Salpeter | Marathon   | –       | –       | –             | –             | nicht beendet | nicht beendet | –    |
| Maor Tiyouri           | Marathon   | –       | –       | –             | –             | 2:47:27 h     | 90            | 90   |
| Männer                 |            |         |         |               |               |               |               |      |
| Donald Sanford         | 400 m      | 46,06 s | 33      | ausgeschieden | ausgeschieden | ausgeschieden | ausgeschieden | 33   |
| Ageze Guadie           | Marathon   | –       | –       | –             | –             | 2:30:45 h     | 122           | 122  |
| Tesama Moogas          | Marathon   | –       | –       | –             | –             | 2:30:30 h     | 121           | 121  |
| Marhu Teferi           | Marathon   | –       | –       | –             | –             | 2:21:06 h     | 74            | 74   |

 Springen und Werfen 
| Athleten                | Wettbewerb | Qualifikation | Qualifikation | Finale        | Finale        | Rang |
| Athleten                | Wettbewerb | Weite/Höhe    | Rang          | Weite/Höhe    | Rang          | Rang |
| ----------------------- | ---------- | ------------- | ------------- | ------------- | ------------- | ---- |
| Frauen                  |            |               |               |               |               |      |
| Hanna Knyazyeva-Minenko | Dreisprung | 14,20 m       | 8             | 14,68 m       | 5             | 5    |
| Männer                  |            |               |               |               |               |      |
| Dmitry Kroytor          | Hochsprung | 2,17 m        | 41            | ausgeschieden | ausgeschieden | 41   |

### Radsport

#### Straße
| Athleten    | Wettbewerb    | Zeit      | Rang |
| ----------- | ------------- | --------- | ---- |
| Frauen      |               |           |      |
| Shani Bloch | Straßenrennen | 4:02:59 h | 48   |

#### Mountainbike
| Athleten     | Wettbewerb    | Zeit      | Rang |
| ------------ | ------------- | --------- | ---- |
| Männer       |               |           |      |
| Shlomi Haimy | Cross-Country | 1:43:30 h | 29   |

### Ringen
| Athleten        | Wettbewerb       | 1. Runde | 1. Runde | Achtelfinale   | Achtelfinale | Viertelfinale | Viertelfinale | Halbfinale    | Halbfinale    | Hoffnungsrunde Viertelfinale | Hoffnungsrunde Viertelfinale | Hoffnungsrunde Halbfinale | Hoffnungsrunde Halbfinale | Hoffnungsrunde Finale | Hoffnungsrunde Finale | Finale        | Finale        | Rang |
| Athleten        | Wettbewerb       | Gegner   | Ergebnis | Gegner         | Ergebnis     | Gegner        | Ergebnis      | Gegner        | Ergebnis      | Gegner                       | Ergebnis                     | Gegner                    | Ergebnis                  | Gegner                | Ergebnis              | Gegner        | Ergebnis      | Rang |
| --------------- | ---------------- | -------- | -------- | -------------- | ------------ | ------------- | ------------- | ------------- | ------------- | ---------------------------- | ---------------------------- | ------------------------- | ------------------------- | --------------------- | --------------------- | ------------- | ------------- | ---- |
| Freistil Frauen |                  |          |          |                |              |               |               |               |               |                              |                              |                           |                           |                       |                       |               |               |      |
| Ilana Kratysh   | Klasse bis 69 kg | Freilos  | Freilos  | Gilda Oliveira | 1:3          | ausgeschieden | ausgeschieden | ausgeschieden | ausgeschieden | ausgeschieden                | ausgeschieden                | ausgeschieden             | ausgeschieden             | ausgeschieden         | ausgeschieden         | ausgeschieden | ausgeschieden | 13   |

### Schießen
| Athleten       | Wettbewerb                    | Qualifikation   | Qualifikation | Finale          | Finale        | Ringe/ Scheiben | Rang |
| Athleten       | Wettbewerb                    | Ringe/ Scheiben | Rang          | Ringe/ Scheiben | Rang          | Ringe/ Scheiben | Rang |
| -------------- | ----------------------------- | --------------- | ------------- | --------------- | ------------- | --------------- | ---- |
| Männer         |                               |                 |               |                 |               |                 |      |
| Sergey Richter | Luftgewehr 10 Meter           | 623,8           | 14            | ausgeschieden   | ausgeschieden | 623,8           | 14   |
| Sergey Richter | Kleinkaliber liegend 50 Meter | 622,6           | 15            | ausgeschieden   | ausgeschieden | 622,6           | 15   |

### Schwimmen
| Athleten                                           | Wettbewerb                 | Vorlauf     | Vorlauf | Halbfinale    | Halbfinale    | Finale        | Finale        | Rang |
| Athleten                                           | Wettbewerb                 | Zeit        | Rang    | Zeit          | Rang          | Zeit          | Rang          | Rang |
| -------------------------------------------------- | -------------------------- | ----------- | ------- | ------------- | ------------- | ------------- | ------------- | ---- |
| Frauen                                             |                            |             |         |               |               |               |               |      |
| Andrea Murez                                       | 50 m Freistil              | 25,41 s     | 35      | ausgeschieden | ausgeschieden | ausgeschieden | ausgeschieden | 35   |
| Zohar Shikler                                      | 50 m Freistil              | 25,38 s     | 33      | ausgeschieden | ausgeschieden | ausgeschieden | ausgeschieden | 33   |
| Andrea Murez                                       | 100 m Freistil             | 55,47 s     | 30      | ausgeschieden | ausgeschieden | ausgeschieden | ausgeschieden | 30   |
| Amit Ivry                                          | 100 m Brust                | 1:09,42 min | 29      | ausgeschieden | ausgeschieden | ausgeschieden | ausgeschieden | 29   |
| Amit Ivry                                          | 200 m Brust                | 2:31,49 min | 28      | ausgeschieden | ausgeschieden | ausgeschieden | ausgeschieden | 28   |
| Amit Ivry                                          | 100 m Schmetterling        | 59,42 min   | 26      | ausgeschieden | ausgeschieden | ausgeschieden | ausgeschieden | 26   |
| Amit Ivry Andrea Murez Zohar Shikler Keren Siebner | 4 × 100-m-Freistil-Staffel | 3:41,97 min | 16      | –             | –             | ausgeschieden | ausgeschieden | 16   |
| Männer                                             |                            |             |         |               |               |               |               |      |
| Ziv Kalontarov                                     | 50 m Freistil              | 22,80 s     | 41      | ausgeschieden | ausgeschieden | ausgeschieden | ausgeschieden | 41   |
| Ziv Kalontarov                                     | 100 m Freistil             | 50,64 s     | 45      | ausgeschieden | ausgeschieden | ausgeschieden | ausgeschieden | 45   |
| Yakov-Yan Toumarkin                                | 100 m Rücken               | 54,66 s     | 27      | ausgeschieden | ausgeschieden | ausgeschieden | ausgeschieden | 27   |
| Yakov-Yan Toumarkin                                | 200 m Rücken               | 1:57,58 min | 16      | 1:58,63 min   | 15            | ausgeschieden | ausgeschieden | 15   |
| Gal Nevo                                           | 200 m Schmetterling        | 1:58,64 min | 26      | ausgeschieden | ausgeschieden | ausgeschieden | ausgeschieden | 26   |
| Gal Nevo                                           | 200 m Lagen                | 1:59,80 min | 17      | ausgeschieden | ausgeschieden | ausgeschieden | ausgeschieden | 17   |
| Gal Nevo                                           | 400 m Lagen                | 4:18,29 min | 19      | ausgeschieden | ausgeschieden | ausgeschieden | ausgeschieden | 19   |

### Segeln
Fleet Race
| Athleten                 | Wettbewerb      | Qualifikation | Qualifikation | Medal Race    | Medal Race    | Punkte | Rang |
| Athleten                 | Wettbewerb      | Punkte        | Rang          | Punkte        | Rang          | Punkte | Rang |
| ------------------------ | --------------- | ------------- | ------------- | ------------- | ------------- | ------ | ---- |
| Frauen                   |                 |               |               |               |               |        |      |
| Maayan Davidovich        | Windsurfen RS:X | 60            | 5             | 18            | 9             | 78     | 7    |
| Nina Amir Gil Cohen      | 470er           | 120           | 17            | ausgeschieden | ausgeschieden | 120    | 17   |
| Männer                   |                 |               |               |               |               |        |      |
| Shahar Tzuberi           | Windsurfen RS:X | 160           | 17            | ausgeschieden | ausgeschieden | 160    | 17   |
| Dan Froyliche Eyal Levin | 470er           | 152           | 21            | ausgeschieden | ausgeschieden | 152    | 21   |

### Synchronschwimmen
| Athletinnen                             | Wettbewerb | Qualifikation     | Qualifikation     | Qualifikation  | Qualifikation  | Qualifikation | Qualifikation | Finale         | Finale         | Finale           | Finale           |
| Athletinnen                             | Wettbewerb | Technische Kür TK | Technische Kür TK | Freie Kür FK-Q | Freie Kür FK-Q | Gesamt        | Gesamt        | Freie Kür FK-F | Freie Kür FK-F | Gesamt TK + FK-F | Gesamt TK + FK-F |
| Athletinnen                             | Wettbewerb | Punkte            | Rang              | Punkte         | Rang           | Punkte        | Rang          | Punkte         | Rang           | Punkte           | Rang             |
| --------------------------------------- | ---------- | ----------------- | ----------------- | -------------- | -------------- | ------------- | ------------- | -------------- | -------------- | ---------------- | ---------------- |
| Frauen                                  |            |                   |                   |                |                |               |               |                |                |                  |                  |
| Anastasia Gloushkov Yevgeniya Tetelbaum | Duett      | 78,9000           | 21                | 79,4488        | 20             | 158,3488      | 20            | ausgeschieden  | ausgeschieden  | ausgeschieden    | ausgeschieden    |

### Taekwondo
| Athleten   | Wettbewerb       | Achtelfinale      | Achtelfinale | Viertelfinale | Viertelfinale | Hoffnungsrunde Halbfinale | Hoffnungsrunde Halbfinale | Halbfinale    | Halbfinale    | Hoffnungsrunde Finale | Hoffnungsrunde Finale | Finale        | Finale        | Rang          |
| Athleten   | Wettbewerb       | Gegner            | Ergebnis     | Gegner        | Ergebnis      | Gegner                    | Ergebnis                  | Gegner        | Ergebnis      | Gegner                | Ergebnis              | Gegner        | Ergebnis      | Rang          |
| ---------- | ---------------- | ----------------- | ------------ | ------------- | ------------- | ------------------------- | ------------------------- | ------------- | ------------- | --------------------- | --------------------- | ------------- | ------------- | ------------- |
| Männer     |                  |                   |              |               |               |                           |                           |               |               |                       |                       |               |               |               |
| Ron Attias | Klasse bis 58 kg | Venilton Teixeira | 2:6          | ausgeschieden | ausgeschieden | ausgeschieden             | ausgeschieden             | ausgeschieden | ausgeschieden | ausgeschieden         | ausgeschieden         | ausgeschieden | ausgeschieden | ausgeschieden |

### Tennis
| Athleten  | Wettbewerb | 1. Runde      | 1. Runde | 2. Runde     | 2. Runde | Achtelfinale  | Achtelfinale  | Viertelfinale | Viertelfinale | Halbfinale    | Halbfinale    | Finale        | Finale        |
| Athleten  | Wettbewerb | Gegner        | Ergebnis | Gegner       | Ergebnis | Gegner        | Ergebnis      | Gegner        | Ergebnis      | Gegner        | Ergebnis      | Gegner        | Ergebnis      |
| --------- | ---------- | ------------- | -------- | ------------ | -------- | ------------- | ------------- | ------------- | ------------- | ------------- | ------------- | ------------- | ------------- |
| Männer    |            |               |          |              |          |               |               |               |               |               |               |               |               |
| Dudi Sela | Einzel     | Damir Džumhur | 6:4, 6:4 | David Goffin | 3:6, 3:6 | ausgeschieden | ausgeschieden | ausgeschieden | ausgeschieden | ausgeschieden | ausgeschieden | ausgeschieden | ausgeschieden |

### Triathlon
| Athleten   | Wettbewerb | Zeit      | Rang |
| ---------- | ---------- | --------- | ---- |
| Männer     |            |           |      |
| Ron Darmon | Einzel     | 1:48:41 h | 26   |

### Turnen

#### Gerätturnen
| Athleten           | Wettbewerb | Qualifikation | Qualifikation | Finale        | Finale        | Rang |
| Athleten           | Wettbewerb | Punkte        | Rang          | Punkte        | Rang          | Rang |
| ------------------ | ---------- | ------------- | ------------- | ------------- | ------------- | ---- |
| Männer             |            |               |               |               |               |      |
| Alexander Shatilov | Boden      | 13,500        | 58            | ausgeschieden | ausgeschieden | 58   |
| Alexander Shatilov | Reck       | 14,066        | 44            | ausgeschieden | ausgeschieden | 44   |

#### Rhythmische Sportgymnastik
| Athletinnen                                                              | Wettbewerb           | Qualifikation | Qualifikation | Finale        | Finale        | Rang |
| Athletinnen                                                              | Wettbewerb           | Punkte        | Rang          | Punkte        | Rang          | Rang |
| ------------------------------------------------------------------------ | -------------------- | ------------- | ------------- | ------------- | ------------- | ---- |
| Frauen                                                                   |                      |               |               |               |               |      |
| Neta Rivkin                                                              | Mehrkampf Einzel     | 69,223        | 13            | ausgeschieden | ausgeschieden | 13   |
| Alona Koshevatskiy Ekaterina Levina Karina Lykhvar Ida Mayrin Yuval Filo | Mehrkampf Mannschaft | 34,883        | 6             | 34,549        | 6             | 6    |